# Novara Football Club
Il Novara Football Club, meglio noto come Novara, è una società calcistica italiana con sede nella città di Novara. Milita in Serie C, la terza divisione del campionato italiano di calcio.
Prosegue la tradizione sportiva del "Novara Calcio", sodalizio fondato nel 1908, che ha disputato per tredici volte il campionato di Serie A, l'ultima nella stagione 2011-2012, e vi ha conseguito come miglior risultato l'ottavo posto nell'annata 1951-1952; ha giocato inoltre una finale di Coppa Italia nell'edizione 1938-1939. Escluso nel 2021 dai campionati professionistici, il Novara Calcio è stato dichiarato fallito due anni dopo. Vanta la 30ª miglior tradizione sportiva in Italia.

## Storia

### La fondazione e i primi campionati
Il 22 dicembre 1908 otto studenti del Liceo Carlo Alberto, tutti di età compresa tra i 15 e i 16 anni – e fra essi anche Giovanni Canestrini, che sarebbe stato poi giornalista per la Gazzetta dello Sport, e l'avvocato Pietro Omodei Zorini – fondano la Football Association Studenti Novara, grazie anche all'appoggio della società sportiva cattolica Voluntas, i cui atleti indossavano una divisa azzurra. Tra il 1909 e il 1911 la F.A.S. selezionò i suoi migliori giocatori assieme a quelli delle altre società che già praticavano lo sport del calcio nella città piemontese (la Ginnastica e Scherma, la Forza e Speranza, la Pro Scalon) per fondare il Foot Ball Club Novara, che diede ottima prova di sé nelle amichevoli. Nel 1912 la FIGC la selezionò per uno speciale concorso volto a inserire forze nuove nel campionato di Prima Categoria, nonostante il club non avesse mai fatto attività ufficiale a livello nazionale. Sconfitta la Vigor, il Novara esordì dunque per la prima nella massima serie il 3 novembre di quell'anno sul campo di via Lombroso. L'avversario era il Torino, e la gara si concluse sul punteggio di 2 reti a 1 per questi ultimi: Mario Meneghetti siglò il primo gol nella storia del Novara. Nel 1920 si fuse con l'Unione Sportiva Novarese, una società nata nel 1917, mantenendo la divisa azzurra e mutando il nome in Foot Ball Association Novara.

### Il "quadrilatero" e la Serie B
Fu nel primo dopoguerra che il Novara ottenne i primi risultati favorevoli: nel 1919-20 sfiorò le semifinali interregionali dell'Italia settentrionale, nel 1920-21 si mise in mostra vincendo il suo girone a pari punti con il Torino: le buone prestazioni ottenute in quegli anni e i nei tornei seguenti fruttarono una discreta popolarità alla squadra azzurra, che andò così a formare con altre le altre tre società del Piemonte Orientale in auge in quel periodo - la Pro Vercelli, l'Alessandria e il Casale - il cosiddetto "quadrilatero piemontese".
Il 23 settembre 1926 il Novara retrocesse in Prima Divisione a causa di una riforma dei campionati: fatale fu la ripetizione, a Torino, di uno spareggio che era già terminato con un nulla di fatto a Casale Monferrato. L'Alessandria vinse 2-1; il Novara tuttavia si riscattò immediatamente ritornando, l'anno successivo, in Divisione Nazionale. Nel 1929 fu ammesso al primo campionato di Serie B (1929-30), dove passò sette stagioni consecutive. Nel 1931 gli fu imposto di italianizzare il nome in Associazione Calcio Novara; nello stesso anno ci fu l'arrivo di Luciano Marmo nel ruolo di direttore tecnico e fu inaugurato il campo di gioco di via Alcarotti, lo stadio "Littorio" (dal 1946 "Comunale"). Il Novara continuò a giocare su questo campo fino al gennaio 1976, quando venne inaugurato il nuovo "Comunale" di viale Kennedy.

### Le prime stagioni in Serie A
Al termine del campionato 1935-36, il Novara giunse primo in classifica alla pari con la Lucchese ed entrambe furono ammesse al loro primo campionato di Serie A. La squadra piemontese fece ritorno in B, però, dopo un solo anno e nel campionato 1937-38 fu autrice di una grande rimonta ai danni dell'Alessandria, culminata con la vittoria in casa dei grigi per 1-0 all'ultima giornata e con il vittorioso spareggio-promozione di Torino, vinto per 3-2. Gli azzurri ritornarono nella massima serie dopo appena un anno, rimanendovi fino al 1941, quando un quoziente reti peggiore rispetto a quello della Lazio li condannò alla retrocessione (campionato 1940-41). Nel 1939 il Novara aveva raggiunto la finale della Coppa Italia di quell'anno, alla quale era arrivata dopo aver battuto Pro Vercelli, SIME Popoli, Modena e Milan: la finale fu persa per 2-1 contro l'Ambrosiana il 18 maggio 1939. Nel 1944 il calcio italiano si fermò a causa della seconda guerra mondiale.

### Il dopoguerra, Silvio Piola e la retrocessione in Serie C

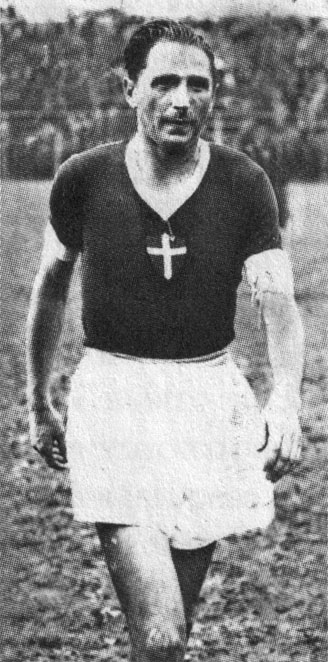
Silvio Piola, leggenda del calcio italiano e centravanti novarese per 7 stagioni

Nel 1947 venne ingaggiato l'attaccante trentaquattrenne Silvio Piola: il suo apporto fu fondamentale per gli azzurri nella vittoria della Serie B 1947-48 e nelle stagioni che la squadra passò in Serie A tra il 1948 e il 1954. Il nome dell'attaccante si legò dunque a quello della squadra azzurra, che a lui dedicò lo stadio nell'anno della sua morte, il 1996. Nel 1951-52 il Novara allenato da Giovanni Varglien arrivò ottavo in massima serie, miglior prestazione di sempre della squadra azzurra; a questa posizione in classifica contribuì fortemente Piola, che all'età di 38 anni segnò 18 gol.
Al termine del campionato 1955-56 il Novara retrocesse in Serie B. Il ritorno tra i cadetti non fu facile per la squadra, che evitò la Serie C nel campionato 1960-61 vincendo a Ferrara lo spareggio retrocessione contro la Triestina. Nella stagione successiva il Novara fu declassato all'ultimo posto per un tentativo d'illecito denunciato da un giocatore della Sambenedettese: in questo modo al termine del campionato 1961-62 il Novara retrocesse per la prima volta in terza serie. Ritornata in Serie B nel 1965, la squadra azzurra crollò di nuovo in C tre anni più tardi, classificandosi penultima in Serie B 1967-1968.

### Declino e retrocessioni
Al ritorno tra i cadetti nel 1970, il Novara lanciò due giovani campioni destinati a fare la storia nelle file rispettivamente della Lazio e del Torino: Felice Pulici e Renato Zaccarelli. Il miglior piazzamento si registrò nel 1975-76, quando la squadra ottenne il sesto posto dopo aver lottato a lungo per la promozione in Serie A. Al termine del campionato 1976-77 retrocesse in Serie C e nel 1978 fu ammessa alla prima Serie C1. La squadra in quel periodo fu molto vicina al ritorno nella serie cadetta ma, a causa di una vicenda di illecito denunciata da un giocatore del Lecco, subì una penalizzazione in classifica e la squalifica di un suo giocatore. Retrocesse poi per la prima volta in Serie C2 al termine del campionato 1980-81.

Il Novara del 1971-1972

Il Novara trovò enormi difficoltà in C2 iniziando un calvario che culminò nel 1990 con la retrocessione nel Campionato Interregionale dopo uno spareggio perso contro il Pontedera; la squadra venne però ripescata per il declassamento in Promozione della sua rivale storica, la Pro Vercelli. Seguirono anni di ripresa e diversi campionati di vertice che portarono finalmente alla promozione in Serie C1 ottenuta al termine del campionato 1995-96, ma a causa di dissidi societari interni l'allora presidente Giampiero Armani dovette abbandonare la carica che venne presa prima da Gianfranco Montipò fino al 30 settembre 1996, poi da Carlo Manzetti e nel 1997, dopo solo un anno, la squadra tornò in C2. Seguirono cinque anni tormentati, caratterizzati da continui cambi di gestione, e per tre anni, dal 1999 al 2001, il Novara evitò la retrocessione ai play-out che avrebbe anche determinato il fallimento della società ma al termine del campionato 2002-03 ottenne una quasi insperata promozione in Serie C1 che stabilizzò la situazione societaria.

### La rinascita (2006-2009)
La stagione 2006-07 si concluse con la salvezza certa con un turno d'anticipo; nel frattempo avvenne anche il passaggio di proprietà dalla famiglia Resta a quella De Salvo, proprietaria di diversi policlinici nell'Italia settentrionale e desiderosa di sfondare nel mondo del calcio.
Il 29 settembre 2007 nel comune di Granozzo con Monticello, a pochi chilometri dal centro di Novara, fu inaugurato il nuovo centro sportivo della Società: Novarello - Villaggio Azzurro. Nella stagione successiva al Novara arrivarono l'esperto portiere Gianluca Berti dal Cesena, il difensore Matteo Centurioni dal Ravenna e il trequartista Enrico Maria Amore dal Perugia; inoltre nel gennaio 2008 l'allenatore Gian Cesare Discepoli venne esonerato e sostituito da Gianfranco Bellotto, ex allenatore della Salernitana. La stagione si concluse all'ottavo posto in classifica.
La stagione 2008-2009 si aprì con l'arrivo del nuovo allenatore Egidio Notaristefano e con l'acquisto del capocannoniere della Serie C2 Cristian Bertani, del centrocampista Filippo Porcari e del difensore Alessio Tombesi; da registrare però anche la cessione del capitano Sandro Ciuffetelli, sostituito da Matteo Centurioni. Dopo un ottimo girone d'andata ai vertici della classifica, la squadra cominciò un lento declino a partire dal pareggio casalingo per 1-1 con la Cremonese, nella serata che avrebbe dovuto essere la festa per il centenario della società, e che continuò per tutto il girone di ritorno. La stagione si concluse così all'ottavo posto in classifica.

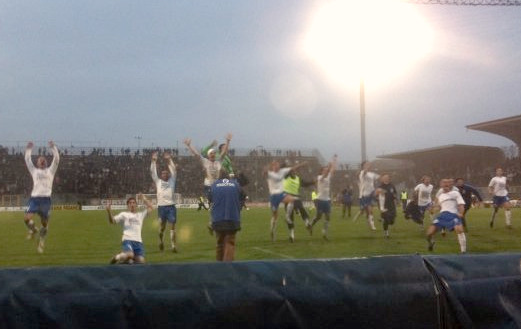
I gaudenziani festeggiano dopo la vittoriosa trasferta in casa della rivale, stagione 2009-2010

Nella stagione 2009-2010 vi furono importanti cambiamenti nell'organigramma societario, con Pasquale Sensibile nuovo direttore sportivo in sostituzione di Sergio Borgo e con Attilio Tesser nuovo tecnico. La squadra vinse il campionato con 67 punti, tornando in Serie B dopo trentatré anni dall'ultima apparizione, e rimase imbattuta in campionato fino alla sconfitta contro il Benevento a quattro giornate dalla fine; in Coppa Italia il cammino fu ancora più sorprendente, in quanto la squadra arrivò a giocare gli ottavi di finale con il Milan (persi per 2 a 1 allo Stadio Meazza davanti a circa 13000 tifosi azzurri) dopo aver eliminato squadre di Serie A come il Siena e il Parma. Dopo la vittoria del Campionato di Lega Pro, nel finale di stagione il Novara colse un double conquistando, il 23 maggio 2010, anche la Supercoppa di Lega di Prima Divisione battendo il Portogruaro per 5-4 nella doppia finale.

### Il ritorno in Serie A e l'altalena tra Serie B e Serie C (2010-2021)
Nella stagione 2010-2011, la prima nella serie cadetta dopo molti anni, il Novara si rivela la sorpresa del campionato, grazie a un gioco spumeggiante in velocità, trainata dall'inedita coppia d'attacco Bertani-González e da un Piola sempre stracolmo che portano i Piemontesi a chiudere il girone d'andata in testa da soli a 40 punti. Nel girone di ritorno il Novara vede un brusco calo di risultati, rimanendo comunque aggrappato al treno play-off, che ottiene grazie a un ottimo terzo posto, dovuto a una striscia di vittorie nelle ultime gare del campionato. Nei play-off sfidò la Reggina e dopo un pareggio a reti bianche in Calabria gli azzurri ottennero la finale grazie a un pirotecnico 2-2 interno, propiziato da un gran gol a tempo scaduto di Marco Rigoni. In finale il Novara si trova ad affrontare il Padova, capace di battere il Varese. La gara di andata termina ancora con un pareggio senza reti, mentre al Piola finisce con un secco 2-0 grazie ai gol di González su punizione e del solito Rigoni, capaci di mandare in delirio un'intera provincia. Il Novara tornò in massima serie dopo cinquantacinque anni dall'ultima apparizione.

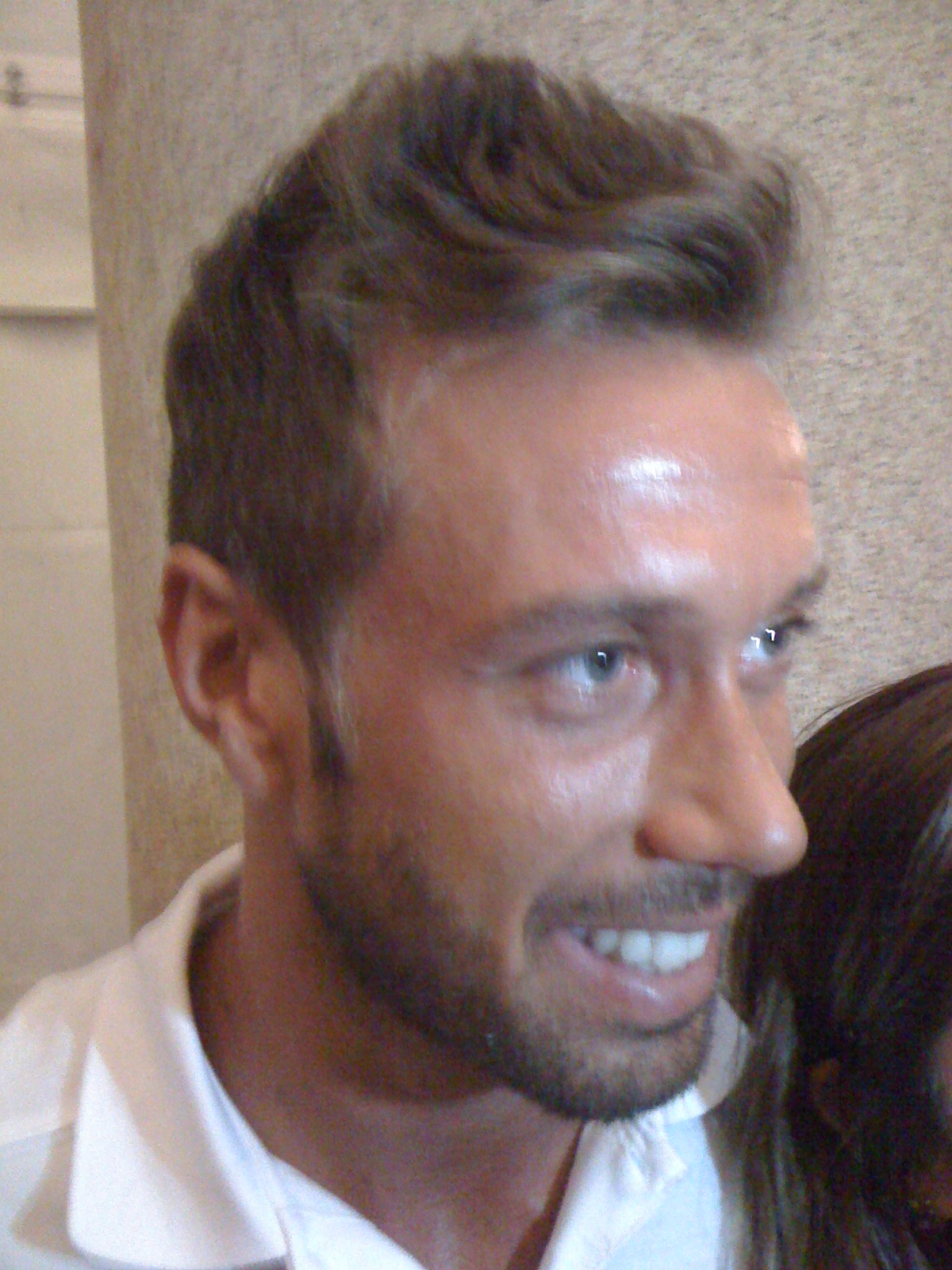
Marco Rigoni, tra i protagonisti nel biennio 2009-2011 del doppio salto dalla Lega Pro alla Serie A, quest'ultima nuovamente raggiunta dopo 55 anni.

Nella stagione 2011-2012 il Novara ha registrato la partenza del direttore sportivo Pasquale Sensibile destinato alla Sampdoria e l'arrivo come sostituto di Mauro Pederzoli, ex direttore sportivo del settore giovanile del Milan. Il 20 settembre 2011, nella prima partita in Serie A sul campo di casa, con erba in sintetico, vince per 3-1 contro l'Inter. Il 12 febbraio 2012 ottiene la prima vittoria esterna in campionato sempre contro l'Inter al Meazza vincendo 1-0 con gol di Andrea Caracciolo (vittoria che non avveniva da 51 anni). Questa è anche la prima vittoria sulla panchina dei piemontesi per Emiliano Mondonico, subentrato a Tesser dopo la sconfitta a Palermo 2-0 del 29 gennaio. Il 6 marzo la società solleva dall'incarico il direttore sportivo Mauro Pederzoli, sostituito dal vice Cristiano Giaretta, e l'allenatore Emiliano Mondonico, richiamando in panchina Attilio Tesser. Il 2 maggio 2012, a seguito del pareggio esterno contro la Fiorentina (2-2), il Novara retrocede matematicamente in Serie B. Chiude la stagione il 13 maggio, perdendo 2-1 in trasferta col Milan.
Nella stagione 2012-2013, iniziata con una penalizzazione di 4 punti per il coinvolgimento (responsabilità oggettiva) nello scandalo italiano del calcioscommesse del 2011 la partenza è sofferta (3 sole vittorie dopo 12 incontri), e il 31 ottobre 2012, dopo la sconfitta contro l'Ascoli, Tesser viene esonerato e sostituito da Giacomo Gattuso, da quattro anni alla guida della formazione Primavera e già sulla panchina della prima squadra per brevi periodi nelle stagioni 2004-2005 e 2006-2007. L'esperienza di Gattuso sulla panchina del Novara è tuttavia breve: dopo tre sconfitte consecutive il tecnico viene esonerato e la guida della squadra viene affidata ad Alfredo Aglietti, che riesce con una grande rimonta a centrare il 5º posto in classifica, qualificando gli azzurri per i play-off. L'avventura dei piemontesi finisce in semifinale, dove la squadra di Aglietti viene eliminata dall'Empoli pareggiando 1-1 all'andata al Piola per poi perdere 4-1 in Toscana.
Nella stagione 2013-2014, dopo una serie di cambi sulla panchina, arriva la retrocessione in Lega Pro a seguito del 19º posto e della successiva sconfitta con il Varese maturata ai play-out. Durante l'estate il Novara fa richiesta di essere riammesso alla Serie B a seguito della esclusione del Siena, ma pochi giorni prima dell'inizio dei campionati la sua richiesta viene definitivamente respinta a vantaggio del Vicenza già riammesso in Serie B sia per la stagione 2005-06 che per la stagione 2012-13.
Nella stagione 2014-2015 il Novara parte un po' a rilento; la squadra, rinnovata per la gran parte e affidata al nuovo tecnico Domenico Toscano, fatica un po' agli inizi (solo 10 punti nelle prime 8 partite) ma poi inizia una rimonta basata soprattutto sul rendimento interno (alla fine dell'anno saranno 15 vittorie casalinghe su 19 partite) e sulle imprese del trio d'attacco composto dal rigenerato González, dal capitano Felice Evacuo e dal giovane Simone Corazza (42 gol totali in 3) e riesce a conquistare l'immediata risalita fra i cadetti. Nonostante tre punti di penalizzazione, la squadra riesce a svettare anche guadagnando vantaggi negli scontri diretti contro tutte le squadre immediate inseguitrici in classifica (fondamentali i rotondi successi per 4-0 su Pavia e Como e ancor più la vittoria per 2-1 sul campo del Bassano). Proprio il Bassano sarà la rivale più accanita, agganciata alla penultima giornata (vittoria del Novara per 1-0 sull'Arezzo e pareggio del Bassano a Monza). Il 10 maggio, ultima giornata, 2000 tifosi azzurri invadono pacificamente Lumezzane, dove Corazza segnando il gol del decisivo 0-1 regala al Novara l'immediato ritorno nella serie cadetta. Tutti i numeri parlano a favore del Novara: miglior attacco, miglior difesa, maggior numero di partite vinte e, come detto, vantaggi negli scontri diretti con tutte le squadre classificate dalla 2ª alla 6ª posizione. A corollario della promozione, il 24 maggio 2015 la squadra si aggiudica la sua seconda supercoppa di categoria superando, in un triangolare, Salernitana e Teramo. Come nel 2010, anche la formazione Berretti vince lo scudetto.
Nonostante gli ottimi risultati raggiunti in campionato, la società opta per il cambio di allenatore per la successiva stagione di Serie B. Nel 2015-2016 il Novara si piazza ottavo e raggiunge i play-off, dove elimina il Bari vincendo per 4-3 al San Nicola, ma è eliminato in semifinale. Nella stagione seguente, con un nuovo cambio in panchina, la squadra ottiene una tranquilla salvezza classificandosi al 9º posto con 56 punti, 4 in meno rispetto all'ultimo posto utile per giocare i play-off. È invece tribolata l'annata 2017-2018, conclusasi con un'amara retrocessione in Serie C: il Novara, cui basterebbe il pari per accedere ai play-out, perde in casa contro la Virtus Entella all'ultima giornata e saluta la seconda divisione dopo tre anni. 
Inseriti nel girone A della Serie C, i piemontesi concludono la stagione regolare al 9º posto in classifica con 50 punti; piazzamento che consente alla squadra di qualificarsi per i play-off accedendo sin dal primo turno preliminare. Dopo aver eliminato il Siena vincendo per 1-0 in trasferta, la squadra viene estromessa dalla corsa alla promozione in Serie B dall'Arezzo dopo aver pareggiato 2-2 in terra toscana, in seguito al peggior piazzamento in classifica.
Nel corso della stagione 2019-2020 (che vede gli azzurri trascorrere il campionato a metà classifica, senza riuscire ad agganciare i playoff) la famiglia De Salvo cede l'80% delle azioni del Novara Calcio alla società di diritto tedesco Tm commodities GmbH, rappresentata dall'imprenditore Maurizio Rullo. La presidenza viene assunta da Marcello Cianci, che sarà poi costretto alle dimissioni ai primi del 2021 per problemi legali apparentemente non connessi col club, lasciando la carica allo stesso Rullo.

### Esclusione dai campionati e fallimento (2021)
La gestione Rullo dura solo 17 mesi: alla fine della stagione di Serie C 2020-2021 (nella quale il Novara, seppur con una rosa assemblata in economia, esprime a tratti un buon calcio e manca di poco l'accesso ai playoff) il club passa nuovamente di mano, con la cessione dell'80% delle azioni alla A&G Real Estate SpA, rappresentata da Leonardo Pavanati e Marco Bonanno; i De Salvo confermano invece il loro 20%.
A stretto giro emergono irregolarità nelle pratiche d'iscrizione alla terza serie, che portano all'esclusione del club dai campionati professionistici. Nella stagione 2021-2022 il Novara Calcio si iscrive quindi esclusivamente ai campionati giovanili provinciali, salvo poi non riuscire ad allestire le squadre per mancanza di giocatori: di lì a poco le attività cessano completamente.
Circa un anno dopo la mancata iscrizione, a seguito dell'apertura presso la Procura della Repubblica novarese di un fascicolo d'inchiesta per indebite compensazioni, distrazioni dalle casse societarie e violazioni della legge fallimentare e della normativa fiscale, vengono arrestate o indagate diverse persone a vario titolo legate all'ultima gestione del Novara Calcio (ivi compresi i "capi cordata" Pavanati e Bonanno), con contestuali perquisizioni e sequestri anche al centro sportivo di Novarello. Cominciano inoltre a essere rogate le prime istanze di fallimento: a febbraio ne viene rigettata una previo pagamento di un creditore, mentre a settembre il club propone al Tribunale di aprire una composizione negoziata, per risanare la situazione societaria e riprendere le attività; la proposta non viene accolta e il 10 gennaio 2023 il Tribunale di Novara deposita la sentenza di fallimento, che dichiara aperta la liquidazione giudiziale della società. Un ulteriore filone d'indagine tocca l'ex patròn Maurizio Rullo e l'ex presidente Marcello Cianci, che poco dopo, nel mese di febbraio, vengono a loro volta posti in stato di fermo nel quadro di un'inchiesta per traffico internazionale di rifiuti, con l'accusa (tra l'altro) di aver riciclato parte dei proventi illeciti all'interno del Novara Calcio.

### Dal Novara Calcio al Novara Football Club (2021-)
Frattanto il nome «Novara» e i colori sociali sono mantenuti nei campionati maggiori di calcio, da una diversa società fondata ex novo nel 2021 sotto l'egida dell'amministrazione comunale, il Novara Football Club, inizialmente senza alcun legame con il vecchio Novara Calcio; pur se il presidente del nuovo sodalizio, Massimo Ferranti, palesa l'intento di proseguire la tradizione sportiva della precedente società. La squadra esordisce lo stesso anno in Serie D, vincendo subito il girone A e ottenendo la promozione in Serie C per la stagione 2022-2023.
Il 13 dicembre 2023, il presidente Massimo Ferranti ha ceduto il 100% delle quote azionarie ad una cordata di imprenditori: il 34% alla Blu Line Sport Management s.r.l., il 32% alla BF s.r.l. ed il 34% alla PLM Management s.r.l. di Pietro Lo Monaco. Il 20 febbraio 2025 la famiglia Boveri, attraverso la BF s.r.l., acquista le quote della Blu Line Sport Management s.r.l., divenendo così l'azionista di maggioranza con il 75% e lasciando il 25% alla PLM Management s.r.l.; contestualmente si dimette il presidente Marco La Rosa, il cui posto viene preso dal vicepresidente Fabio Boveri.

## Colori e simboli

### Colori
Alla fondazione il Club adottò una maglia bianca e calzoncini neri, ma pochi anni dopo li sostituì con la divisa attuale. La maglia del Novara è azzurra (spesso con bordini bianchi) e reca sul petto lo stemma della città di Novara "di rosso alla croce d'argento", che è riprodotto anche nel logo. I calzoncini in uso sono neri; più volte in passato sono stati bianchi, e più raramente azzurri. I calzettoni sono neri, mentre in passato sono stati azzurri (spesso con risvolti bianchi), e più raramente bianchi. La seconda divisa è tradizionalmente bianca con bordini azzurri. Per la terza maglia, si è ciclicamente ricorso a tinte quali granata, rosso, giallo o nero.

### Simboli ufficiali

#### Stemma
Il logo del Novara, dal 2021, riprende con stile grafico più moderno, i loghi storici del Novara in uso dal 1930 al 2003, di forma circolare, di colore azzurro, con in testa lo stemma comunale ed all'interno il nome del club. Sulla maglia è spesso presente solamente lo stemma comunale.

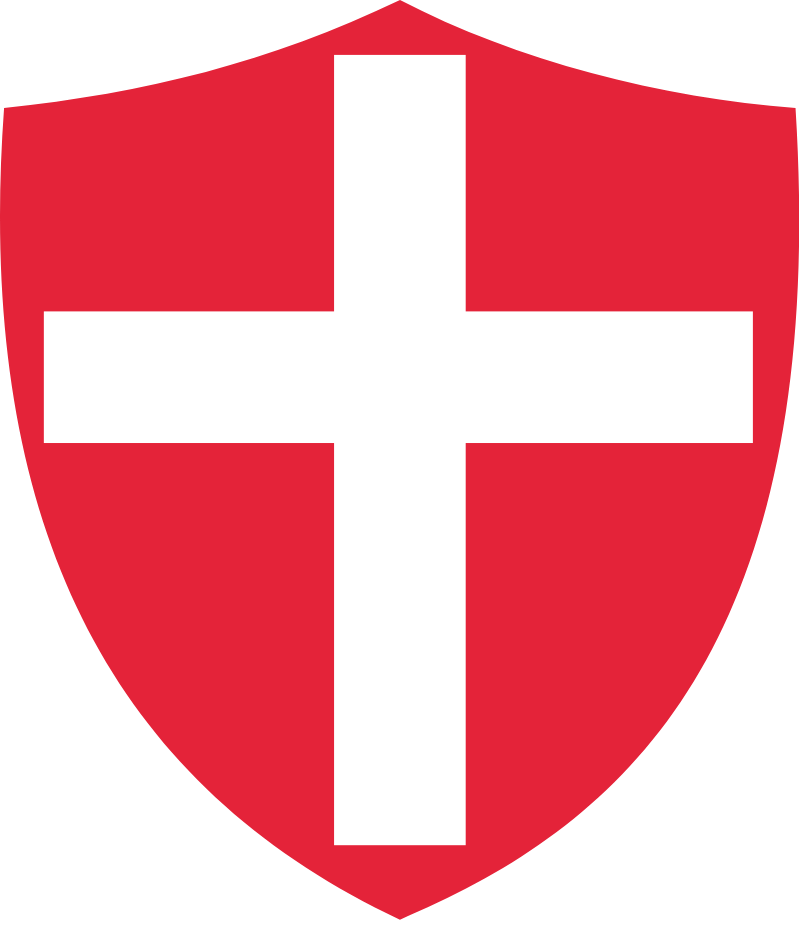
Stemma utilizzato dal 1908 al 1930 e presente ancora oggi sulle divise azzurre.
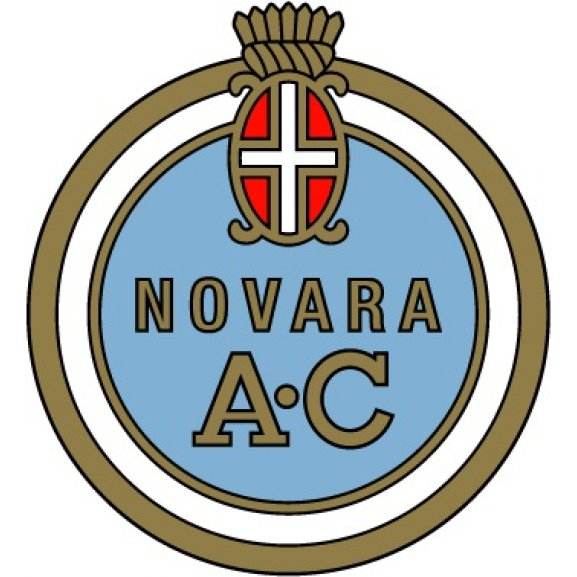
Stemma utilizzato dal 1930 al 1979.
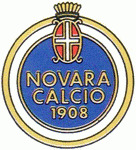
Stemma utilizzato dal 1979 al 1983.
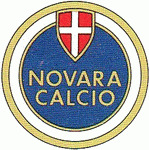
Stemma utilizzato dal 1983 al 2003.
Stemma utilizzato dal 2003 al 2021 con la Stella d'oro al Merito Sportivo.

#### Inno
In occasione delle partite casalinghe, allo stadio viene suonato l'inno Forza Novara (più noto come Va Novara Va!), realizzato dal gruppo novarese The Bristol negli anni 1960.
Altra canzone associata dalla tifoseria alla squadra piemontese è Ma il cielo è sempre più blu di Rino Gaetano, che viene suonata al Silvio Piola dopo ogni vittoria.

## Strutture

### Stadio

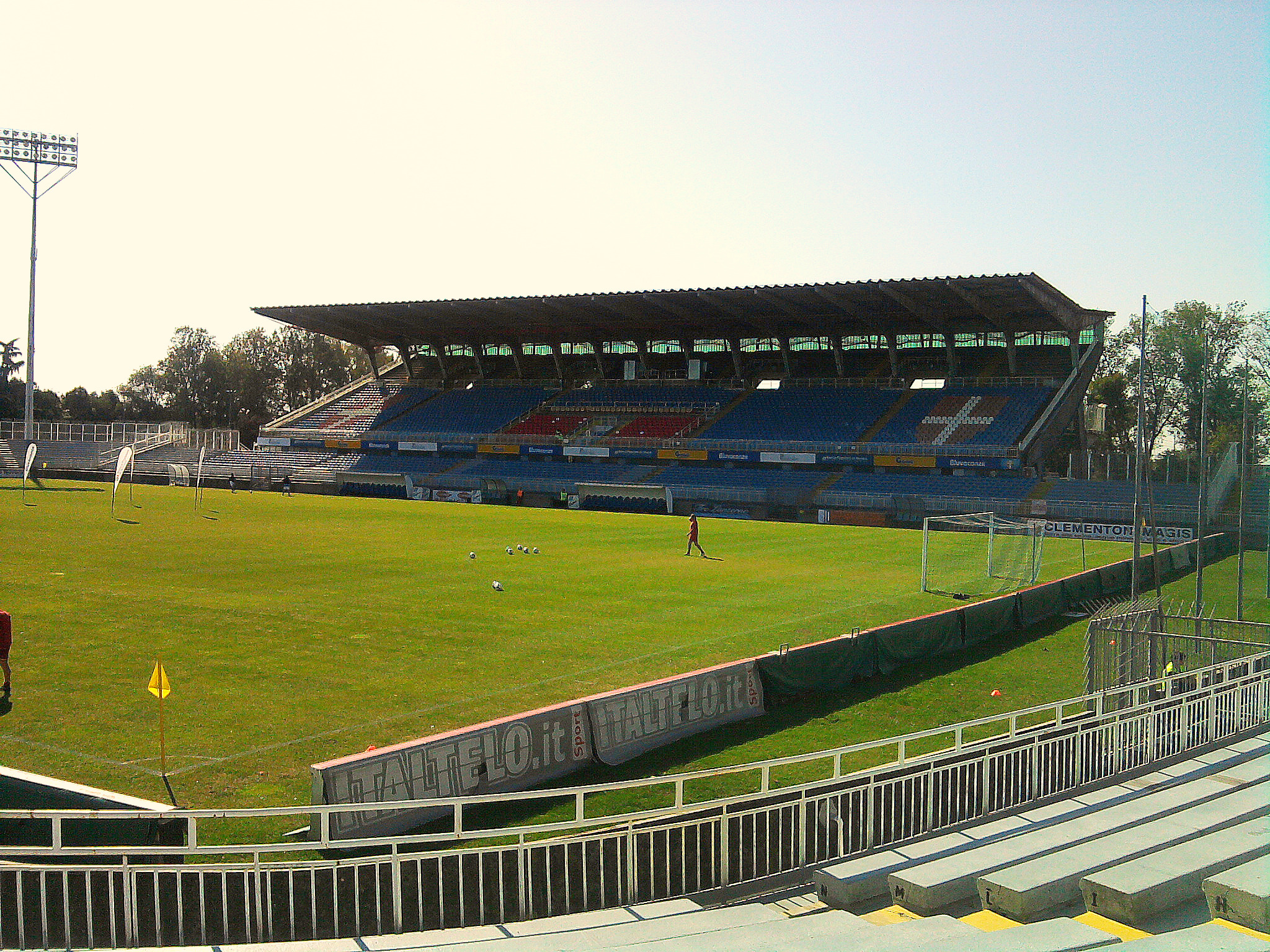
Interno dello stadio Silvio Piola prima dei lavori

Lo stadio del Novara calcio è il Silvio Piola, inaugurato il 18 gennaio 1976 in seguito all'abbandono del precedente stadio Comunale di via Alcarotti. All'inizio fu chiamato genericamente Comunale di Viale Kennedy (dal nome della strada in cui è situato) e poi fu dedicato a Luciano Marmo, ma il 3 ottobre 1997 fu ufficialmente intitolato all'attaccante Silvio Piola, scomparso l'anno precedente.
L'impianto fino al 2010 ha avuto una capacità di 7 500 spettatori.
I lavori di rinnovo e ampliamento del 2010 hanno portato alla sostituzione del terreno di gioco, ormai deteriorato dal clima umido, con uno in erba sintetica (il primo tra i campi di Serie B e A). È stata poi completamente sostituita la copertura della tribuna con una più moderna, sulla quale si è provveduto all'installazione di impianti fotovoltaici per l'autosostentamento dell'impianto elettrico.
Sono stati inoltre installati una serie di 8 Sky Box oltre a una risistemazione completa dell'area vip-stampa; infine, in regola con le nuove norme di sicurezza, sono stati installati 12 tornelli alle entrate di tutti i settori dello stadio.
Nel giugno 2011, dopo la promozione in Serie A, sono iniziati ulteriori lavori di ampliamento che hanno permesso di raggiungere la capienza di 17 875 spettatori, attraverso l'innalzamento delle due curve.

### Centro di allenamento
Dal 2007 sede della preparazione di tutte le selezioni societarie, dalla prima squadra alle giovanili, è il centro sportivo Novarello - Villaggio Azzurro di Granozzo con Monticello, distante circa 12 km da Novara.
Costruito nel 2007 a seguito dell'acquisizione del Novara Calcio da parte della famiglia De Salvo, sorge sul sito di un vecchio mulino del XVII secolo. Dispone di 6 campi da calcio a 11 regolamentari (di cui 8 omologati), una foresteria per l'alloggio dei calciatori, 1 palestra da 600 m², 1 area medica e per la riabilitazione, 1 ristorante e alcune aree relax. A Novarello fu inoltre stabilita la sede legale e operativa del Novara Calcio.
Anche dopo la cessione societaria, la proprietà del centro è sempre rimasta avocata alla famiglia De Salvo, tramite il soggetto giuridico Policlinico di Monza SpA; dopo un anno di assenza, nell'agosto 2022, previo accordo con il Novara Football Club (la newco subentrata nel 2021 a seguito della mancata iscrizione del Novara Calcio alla Serie C), gli azzurri hanno ripreso a svolgere la loro preparazione a Novarello.

## Società

### Organigramma societario
Dal sito ufficiale della società.
- Fabio Boveri - Presidente
- Massimo Accornero - Vice Presidente
- Fabio Boveri - Amministratore Delegato
- Federico Boveri - Direttore Sportivo
- Antonio Stinà - Direttore Commerciale
- Massimo Alagona - Segretario Generale
- Matteo Pisoni - Responsabile Comunicazioni
- Paolo Esposito - Responsabile Marketing

### Sponsor
| Cronologia degli sponsor tecnici - 1983-1986 Long Bay - 1986-1989 Adidas - 1989-1990 Diadora - 1990-1991 ABM - 1991-1992 Umbro - 1992-1994 ... - 1995-1997 Garman - 1998-1999 Reebok - 1999-2001 Asics - 2001-2004 Galex - 2004-2007 Look Sport - 2007-2010 Nike - 2010-2011 Sportika - 2011-2018 Joma - 2018-2019 Boxeur Des Rues - 2019-2021 Mizuno - 2021- Erreà | Cronologia degli sponsor ufficiali - 1981-1983 Shopping - 1983-1984 Santi - 1984-1987 Siti - 1988-1991 Selecar - 1991-1992 Infil - 1992-1994 Consorzio Gorgonzola - 1994-1997 Frattini Rubinetterie - 1997-1998 Consorzio Gorgonzola - 1998-2000 nessuno sponsor - 2000-2001 Paolo De Nicola S.p.A. - 2001-2008 Banca Popolare di Novara - 2008-2010 Banca Popolare di Novara - Bluvacanze - 2010-2012 Banca Popolare di Novara - Intesa Pour Homme - 2012-2014 Banca Popolare di Novara - 2014-2015 Banca Popolare di Novara - Comoli Ferrari - 2015-2017 Banca Popolare di Novara - Comoli Ferrari - Cristina Rubinetterie - 2017-2019 Banca Popolare di Novara - Comoli Ferrari - Gorgonzola Igor - 2019-2021 Gorgonzola Igor - 2021-2022 Gorgonzola Igor - Intesa Pour Homme - 2022-2023 Gorgonzola Igor - Serpa Trasporti - 2023- Gorgonzola Igor - Betpoint Sport News |

## Allenatori e presidenti

### Allenatori
- 1912-1914  Angelo Grassi[48]
- 1914-1921  ?
- 1921-1922  Mario Meneghetti
- 1923-1924  Giuseppe Forlivesi
- 1924-1925  Schönfeld
- 1925-1927  Alfred Schäffer
- 1928-1929  Giuseppe Milano
- 1929-1931  Enrico Patti
- 1931-1932  Ettore Reynaudi (1ª-?ª)
 Ferenc Molnár (?ª-34ª)
- 1932-1933  Mario Meneghetti
- 1933-1934  Mario Meneghetti (1ª-?ª)
 Ettore Reynaudi (?ª-26ª)
- 1934-1935  Árpád Weisz
- 1935-1936  Imre János Bekey
- 1936-1937  Rudolf Soutschek (1ª-10ª)
 Adolfo Baloncieri (11ª-30ª)
- 1937-1938  Enrico Patti e  Giustiniano Marucco
- 1938-1939  Angelo Mattea
- 1939-1942  Carlo Rigotti
- 1942-1943  Árpád Hajós
- 1944-1945  Remo Versaldi
- 1945-1946  Ferrero
- 1946-1947  Luigi Bajardi (1ª-?ª)
 Remo Versaldi (?ª-42ª)
- 1947-1948  Carlo Rigotti
- 1948-1949  Edmondo Mornese (1ª-12ª)
 Nereo Marini (13ª-38ª)
- 1949-1950  Nereo Marini
- 1950-1951  Nereo Marini ed  Edmondo Mornese (D.T.) (1ª-15ª)
 Edmondo Mornese (16ª-19ª)
 Giovanni Varglien ed  Edmondo Mornese (D.T.) (20ª-38ª)
- 1951-1952  Giovanni Varglien
- 1952-1953  Giovanni Varglien (1ª-12ª)
 Imre Senkey (13ª-34ª)
- 1953-1954  Imre Senkey
- 1954-1955  Antonio Janni
- 1955-1956  Giuseppe Ottina (1ª-13ª)
 Severino Feruglio (14ª-34ª)
- 1956-1957  Luigi Rossetto (1ª-9ª)
 Evaristo Barrera (10ª-34ª)
- 1957-1958  Evaristo Barrera (1ª-12ª)
 Evaristo Barrera e  Gino Cappello (13ª)
 Evaristo Barrera e  Frank Pedersen (14ª-34ª)
- 1958-1959  Ferenc Fehér
- 1959-1960  Ivano Corghi (1ª-2ª)
 Giuseppe Mainardi e  Ambrogio Baira (3ª-17ª)
 Carlo Facchini (18ª-38ª)
- 1960-1961  Carlo Facchini
- 1961-1962  Carlo Facchini (1ª-27ª)
 Evaristo Barrera (28ª-31ª)
 Imre Senkey (32ª-38ª)
- 1962-1963  Evaristo Barrera
- 1963-1964  Alberto Delfrati
- 1964-1965  Giuseppe Molina
- 1965-1966  Franco Giraudo e  Giuseppe Molina (D.T.)
- 1966-1967  Franco Giraudo
- 1967-1968  Ernesto Giraudo e  Giuseppe Molina (D.T.) (1ª-34ª)
 Camillo Achilli (35ª-42ª)
- 1968-1969  Carlo Facchini
- 1969-1974  Carlo Parola
- 1974-1975  Gianni Seghedoni
- 1975-1976  Lamberto Giorgis
- 1976-1977  Lamberto Giorgis (1ª-26ª)
 Vittorino Calloni (27ª-38ª)
- 1977-1978  Franco Viviani
- 1978-1979  Bruno Bolchi
- 1979-1980  Giorgio Canali (1ª-?ª)
 Giuseppe Molina (?ª-34ª)
- 1980-1981  Gianni Bui (1ª-?ª)
 Dino Binacchi (?ª-34ª)
- 1981-1982  Vittorino Calloni (1ª-?ª)
 Ezio Galbiati (?ª-34ª)
- 1982-1983  Ezio Galbiati (1ª-?ª)
 Giuseppe Molina (?ª-34ª)
- 1983-1984  Oscar Massei
- 1984-1985  Pietro Maroso
- 1985-1986  Pietro Maroso (1ª-?ª)
 Giancarlo Danova (?ª-34ª)
- 1986-1987  Giancarlo Danova
- 1987-1988  Angelo Pereni (1ª-?ª)
 Roberto Bacchin (?ª-34ª)
- 1988-1989  Adriano Fedele
- 1989-1990  Adriano Fedele (1ª-?ª)
 Angelo Domenghini (?ª-?ª)
 Loris Fugirai (?ª-34ª e spareggio)
- 1990-1992  Enrico Nicolini
- 1992-1994  Luigi Delneri
- 1994-1995  Franco Colomba
- 1995-1996  Paolo Ferrario (1ª-18ª)
 Mario Perego (19ª-20ª)
 Pierluigi Frosio (21ª-34ª)
- 1996-1997  Giancarlo Danova (1ª-12ª)
 Roberto Antonelli (13ª-34ª e play-out)
- 1997-1998  Gian Paolo Chierico (1ª-17ª)
 Luigino Vallongo (18ª-34ª)
- 1998-1999  Bruno Tedino (1ª-26ª)
 Alberto Marchetti (27ª-34ª e play-out)
- 1999-2000  Giorgio Campagna (1ª-3ª)
 Giuliano Zoratti (4ª-34ª e play-out)
- 2000-2001  Carlo Garavaglia (1ª-11ª)
 Stefano Civeriati (12ª-34ª e play-out)
- 2001-2002  Stefano Civeriati e  Carlo Della Corna (1ª-18ª)
 Stefano Di Chiara (19ª-34ª)
- 2002-2004  Luciano Foschi
- 2004-2005  Massimo Venturini (1ª-17ª)
 Sergio Borgo (18ª)
 Osvaldo Jaconi (19ª-37ª)
 Giacomo Gattuso (38ª e play-out)
- 2005-2006  Antonio Cabrini
- 2006-2007  Luigi Sacchetti (1ª-20ª)
 Giacomo Gattuso (21ª)
 Luigi Sacchetti (22ª)
 Giacomo Gattuso (23ª-25ª)
 Moreno Greco e  Giacomo Gattuso (26ª-34ª)
- 2007-2008  Gian Cesare Discepoli (1ª-20ª)
 Gianfranco Bellotto (21ª-34ª)
- 2008-2009  Egidio Notaristefano
- 2009-2011  Attilio Tesser
- 2011-2012  Attilio Tesser (1ª-20ª)
 Emiliano Mondonico (21ª-26ª)
 Attilio Tesser (27ª-38ª)
- 2012-2013  Attilio Tesser (1ª-12ª)
 Giacomo Gattuso (13ª-15ª)
 Alfredo Aglietti (16ª-42ª e play-off)
- 2013-2014  Alfredo Aglietti (1ª-14ª)
 Alessandro Calori (15ª-25ª)
 Alfredo Aglietti (26ª-42ª e andata play-out)
 Giacomo Gattuso (ritorno play-out)
- 2014-2015  Domenico Toscano
- 2015-2016  Marco Baroni
- 2016-2017  Roberto Boscaglia
- 2017-2018  Eugenio Corini (1ª-24ª)
 Domenico Di Carlo (25ª-42ª)
- 2018-2019  William Viali (1ª-27ª)
 Giuseppe Sannino (28ª-38ª)
 William Viali (play-off)
- 2019-2020  Simone Banchieri
- 2020-2021  Simone Banchieri (1ª-8ª)
 Michele Marcolini (9ª-15ª)
 Simone Banchieri (16ª-38ª)
- 2021-2022  Marco Marchionni
- 2022-2023  Roberto Cevoli (1ª-16ª)
 Franco Semioli (17ª-22ª)
 Marco Marchionni (23ª-38ª e play-off)
- 2023-2024  Daniele Buzzegoli (1ª-8ª)
 Giacomo Gattuso (9ª-38ª e play-out)
- 2024-2025  Giacomo Gattuso (1ª-34ª)
 Giuseppe Mascara (35ª-38ª)

### Presidenti
- 1911-1912  Rinaldo Lampugnani
- 1912-1919  Guido Beldì
- 1919-1920  Oreste Raselli 
 Saverio Nasalli Rocca
- 1920-1922  Massimo Hofer
- 1922-1923  Domenico Delfino
- 1924-1925  Mario Barozzi
- 1925-1927  Roberto Forni
- 1927-1929  Luigi Tornielli di Borgolavezzaro
- 1929-1931  Giuseppe Calori
- 1931-1933  Corrado Ferretti
- 1933-1934  Bruno Gagliardi
- 1934-1936  Corrado Ferretti
- 1936-1938  Enzo Lambertenghi
- 1938-1940  Mario Saini
- 1940-1943  Alvise Peretti
- 1943  Ernesto Mauri (Commissario Straordinario)
- 1943-1952  Delfino Francescoli
- 1952-1953  Celestino Sartorio[49]
- 1953-1957  Piero Spaini
- 1957-1970  Francesco Plodari
- 1970-1984  Santino Tarantola[50]
- 1984-1986  Franco Nicolazzi
- 1986-1992  Walter Stipari
- 1992  Santino Tarantola
- 1992-1994  Luigi Aschei
- 1994-1996  Giampiero Armani
- 1996-1997  Gianfranco Montipò
 Carlo Manzetti
- 1997-1998  Paolo Baraggioli
- 1998-1999  Federico Gozio
- 1999-2001  Claudio Achilli
- 2001-2003  Stefano Mastagni
- 2003-2006  Giuseppe Resta
- 2006-2014  Carlo Accornero
- 2014-2019  Massimo De Salvo
- 2019-2021  Marcello Cianci
 Maurizio Rullo
- 2021  Leonardo Pavanati
- 2021-2023  Massimo Ferranti
- 2023-2025  Marco La Rosa
- 2025-  Fabio Boveri

## Calciatori

### Contributo alle Nazionali
Qui di seguito è riportata la lista dei calciatori italiani del Novara convocati in nazionale maggiore (anche nota come Nazionale A) per incontri ufficiali dal 1920 a oggi mentre militavano nel club piemontese.
- Giustiniano Marucco
- Mario Meneghetti
- Enrico Migliavacca
- Silvio Piola
- Ettore Reynaudi

## Palmarès

### Competizioni giovanili
- Campionato nazionale Dante Berretti: 3

1969-1970 (Serie C), 2009-2010 (Lega Pro), 2014-2015 (Lega Pro)
- Campionato Primavera 2: 1

2017-2018 (girone A)

### Altre competizioni
- Prima Divisione: 1

1926-1927
- Serie B: 2

1937-1938, 1947-1948 (girone A)
- Supercoppa di Lega Pro: 2

2010, 2015
- Serie C: 2

1964-1965 (girone A), 1969-1970 (girone A)
- Lega Pro: 1

2014-2015 (girone A)
- Lega Pro Prima Divisione: 1

2009-2010 (girone A)
- Serie C2: 1

1995-1996 (girone A)

### Onorificenze
- Stella d'oro al Merito Sportivo: 1975[52]

## Statistiche e record

### Partecipazione ai campionati
| Livello | Categoria                | Partecipazioni | Debutto   | Ultima stagione | Totale |
| ------- | ------------------------ | -------------- | --------- | --------------- | ------ |
| 1º      | Prima Categoria          | 5              | 1912-1913 | 1920-1921       | 25     |
| 1º      | Prima Divisione          | 5              | 1921-1922 | 1925-1926       | 25     |
| 1º      | Divisione Nazionale      | 2              | 1927-1928 | 1928-1929       | 25     |
| 1º      | Serie A                  | 13             | 1936-1937 | 2011-2012       | 25     |
| 2º      | Prima Divisione          | 1              | 1926-1927 | 1926-1927       | 36     |
| 2º      | Serie B-C Alta Italia    | 1              | 1945-1946 | 1945-1946       | 36     |
| 2º      | Serie B                  | 34             | 1929-1930 | 2017-2018       | 36     |
| 3º      | Serie C                  | 12             | 1962-1963 | 2024-2025       | 24     |
| 3º      | Serie C1                 | 9              | 1978-1979 | 2007-2008       | 24     |
| 3º      | Lega Pro Prima Divisione | 2              | 2008-2009 | 2009-2010       | 24     |
| 3º      | Lega Pro                 | 1              | 2014-2015 | 2014-2015       | 24     |
| 4º      | Serie C2                 | 21             | 1981-1982 | 2002-2003       | 22     |
| 4º      | Serie D                  | 1              | 2021-2022 | 2021-2022       | 22     |

### Statistiche di squadra
Il Novara è al 33º posto su 63 squadre nella Classifica perpetua della Serie A dal 1929.

### Statistiche individuali
Di seguito la lista dei primatisti di presenze e reti in campionato.
| Record di presenze - 516 Giovanni Udovicich (1958-1976) - 497 Ambrogio Baira (1941-1943, 1945-1962) - 371 Pablo Andrés González (2009-2011, 2012-2016, 2018-2023) - 352 Fausto Lena (1953-1954, 1955-1970) - 342 Remo Versaldi (1929-1943, 1945-1947) | Record di reti - 103 Pablo Andrés González (2009-2011, 2012-2016, 2018-2023) - 94 Marco Romano (1934-1941) - 91 Raffaele Rubino (2001-2002, 2004-2005, 2005-2006, 2007-2014) - 86 Silvio Piola (1947-1954) - 73 Ezio Rizzotti (1930-1938) - 72 Remo Versaldi (1929-1943, 1945-1947) |

## Tifoseria

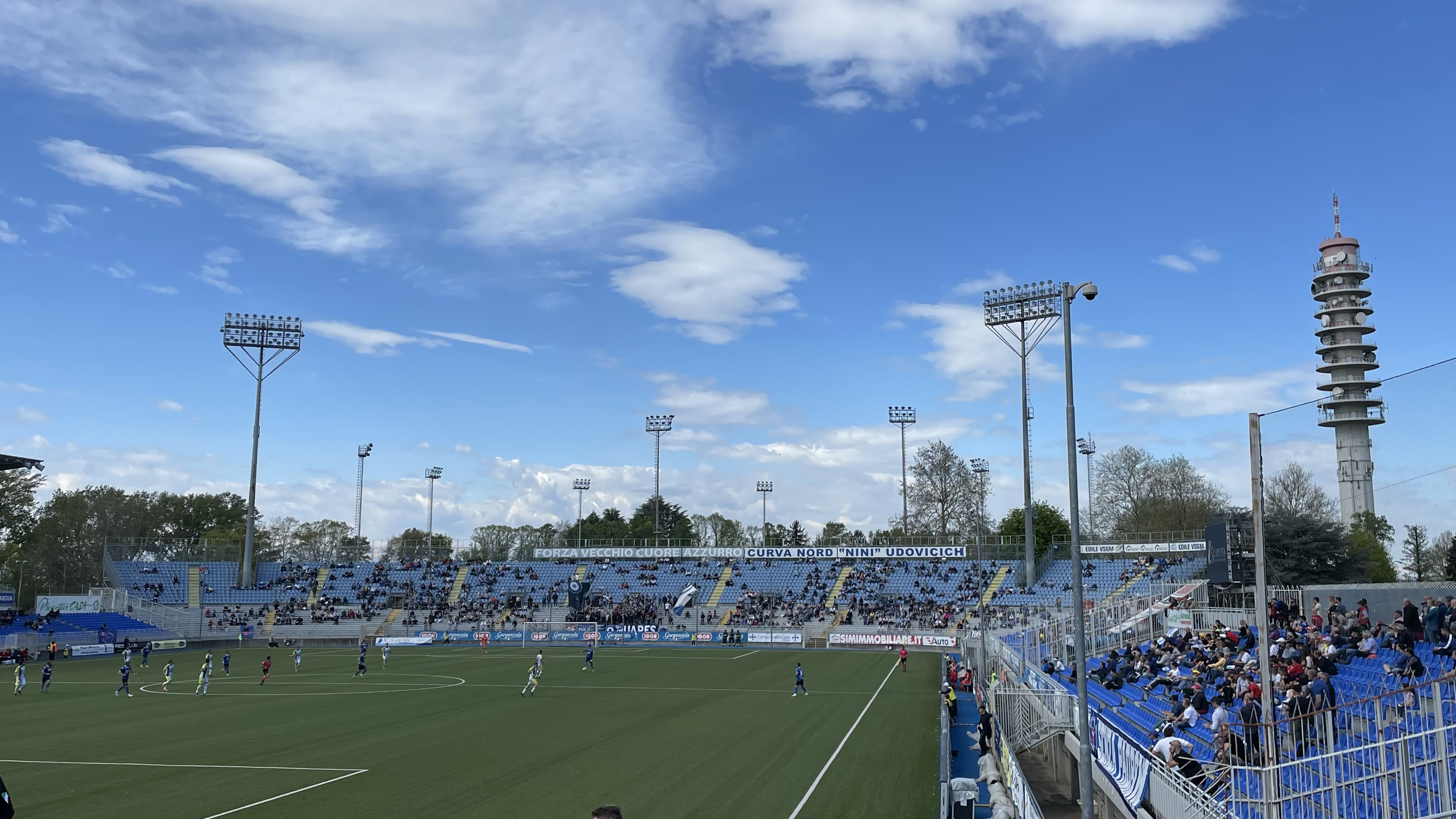
La Curva Nord dello stadio Piola, sede della tifoseria organizzata azzurra

### Storia
Il tifo organizzato ha la propria sede nella Curva Nord "Nini Udovicich" dello stadio Silvio Piola. Il primo gruppo, nato alla fine degli anni 1960, fu il Commandos Club, che alla fine degli anni 1970 cedette il posto alle Brigate Biancoazzurre; fece poi seguito la Legione '83, esistita dal 1983 al 2005.
Nel giugno 2016, un comunicato ufficiale di tutti i gruppi presenti in curva annunciò la creazione di un'unica fazione, i cui membri si identificano, in casa e in trasferta, dietro uno striscione riportante la scritta Nuares.
Dal 2023 è presente in Curva Nord un nuovo gruppo, i Fiöi Della Nord, composto dalle giovani nuove leve del tifo organizzato biancoblù che, dalla stagione 2024-2025, è diventato il gruppo novarese più numeroso, sia in casa che in trasferta.
Per quanto concerne la tifoseria non ultrà, il Club Fedelissimi Novara Calcio è l’associazione dei tifosi più longeva, essendo nata nel 1964.

### Gemellaggi e rivalità
La tifoseria novarese intrattiene un unico gemellaggio, con i sostenitori del Rimini, oltreché un'amicizia con le curve di Olbia e Montevarchi. La rivalità più importante è quella con la Pro Vercelli con cui il Novara disputa il cosiddetto Derby del Riso, molto sentito e sempre molto acceso tra le due tifoserie le rispettive città, è stato giocato quasi sempre in Serie C e C2. In passato le due squadre hanno giocato i derby nei massimi campionati precedenti il girone unico e, dalla nascita della Serie A, il campionato di livello più alto in cui le due rivali si sono incontrate è la Serie B negli anni '30 e '40 e dopo 64 anni, col ritorno dei bianchi in Serie B, è tornato a giocarsi in seconda serie a partire dalla stagione 2012-2013 e seguenti. Il Novara ha mantenuto la superiorità negli incontri in Serie B, finché nel 2016 la Pro Vercelli è tornata a vincere il derby dopo 15 anni, mentre nel 2017 le Bianche Casacche sono tornate al successo in trasferta dopo 17 anni. A seguito della sconfitta a Novara nel marzo 2019, la Pro Vercelli ha ottenuto la vittoria di tre derby consecutivi: l'unico disputato nella stagione 2019-2020, in trasferta, ed entrambi i match della stagione 2020-2021. Si coltivano anche altre rivalità con i collettivi al seguito di Pro Patria (con cui disputa il Derby del Ticino), Pavia, Monza, Cesena, Vogherese, Viareggio, Alessandria, Casale, Varese, Como, Legnano, Cremonese e Lecco.

## Organico

### Rosa 2025-2026
| N. |                     | Ruolo | Calciatore        |
| -- | ------------------- | ----- | ----------------- |
| 1  | Italia (bandiera)   | P     | Elia Boseggia     |
| 2  | Italia (bandiera)   | D     | Edoardo De Mori   |
| 3  | Ghana (bandiera)    | D     | Sylvester Lartey  |
| 5  | Italia (bandiera)   | D     | Davide Bertoncini |
| 6  | Italia (bandiera)   | D     | Alessandro Citi   |
| 8  | Italia (bandiera)   | C     | Leonardo Di Cosmo |
| 9  | Italia (bandiera)   | A     | Thomas Alberti    |
| 10 | Italia (bandiera)   | A     | Christian Donadio |
| 11 | Italia (bandiera)   | C     | Nicolò Ledonne    |
| 12 | Italia (bandiera)   | P     | Edoardo Negri     |
| 15 | Marocco (bandiera)  | D     | Omar Khailoti     |
| 17 | Germania (bandiera) | C     | Davide Dell'Erba  |
| 19 | Italia (bandiera)   | C     | Riccardo Collodel |
| 20 | Italia (bandiera)   | A     | Marco Da Graca    |

| N. |                   | Ruolo | Calciatore          |
| -- | ----------------- | ----- | ------------------- |
| 21 | Italia (bandiera) | C     | Roberto Ranieri     |
| 23 | Italia (bandiera) | C     | Leonardo Morosini   |
| 24 | Italia (bandiera) | D     | Luca Ghiringhelli   |
| 26 | Italia (bandiera) | D     | Filippo Lorenzini   |
| 27 | Italia (bandiera) | D     | Gracien Deseri      |
| 28 | Italia (bandiera) | D     | Adrian Cannavaro    |
| 29 | Italia (bandiera) | C     | Tommaso Maressa     |
| 36 | Italia (bandiera) | C     | Riccardo Arboscello |
| 70 | Italia (bandiera) | D     | Andrea Valdesi      |
| 71 | Italia (bandiera) | D     | Leonardo D'Alessio  |
| 72 | Italia (bandiera) | D     | Giuseppe Agyemang   |
| 77 | Italia (bandiera) | A     | Raffaele Sibilio    |
| 90 | Italia (bandiera) | A     | Giovanni Perini     |
| 99 | Italia (bandiera) | C     | Gianmarco Basso     |

### Staff tecnico
- Federico Boveri - Direttore sportivo
- Giovanni Serao - Responsabile settore giovanile
- Manuel Ravelli - Segretario settore giovanile

Area tecnica
Staff tecnico
- Andrea Zanchetta - Allenatore
- Erminio Russo - Vice allenatore
- Alessio Talia - Collaboratore tecnico
- Roberto Pavesi - Preparatore dei portieri
- Andrea Curzi - Preparatore atletico
- Andrea Buttè - Recupero infortunati

Area Medica
- Samuele Vanni - Responsabile sanitario
- Gaetano Rossi - Medico sociale
- Roberto Bolla - Osteopata
- Stefano D'Orazio - Massofisioterapista
- Santino Lo Vecchio - Fisioterapista